# クリス・マッキャロン
クリストファー・ジョン・"クリス"・マッキャロン（Christopher John "Chris" McCarron、1955年3月27日 - ）はアメリカ合衆国の騎手である。

## 略歴
マサチューセッツ州ボストン出身。馬を怖がっていたこともあり17歳までは馬に跨ったこともなかったが、騎手だった兄グレッグの指導を受け騎手となった。1974年にアメリカ東海岸のメリーランド州でデビューすると年間546勝のワールドレコードを樹立。エクリプス賞最優秀見習騎手を受賞した。翌年も468勝で全米最多勝ジョッキーを獲得すると、1977年に西海岸のカリフォルニア州に拠点を移してケンタッキーオークスに初勝利（通算3勝）。1980年には戦後4人目の勝ち鞍・収得賞金両部門のトップに輝き、エクリプス賞最優秀騎手賞とジョージ・ウルフ記念騎手賞を受賞した。
ブリーダーズカップクラシック5勝を含むブリーダーズカップ9勝、アメリカ三冠競走を6勝した。
1988年第八回ジャパンカップをペイザバトラーで勝利。翌年第九回も同馬で三着
1989年にはアメリカ競馬殿堂入りを果たしている。
28年間の騎乗で通算34,239戦7,141勝、獲得賞金は約2億6400万ドルであった。2002年6月に引退した。
2003年には映画シービスケットの技術顧問、レーシングデザイナーおよび俳優として携わった。同年にはマグナ・エンターテインメント社の副社長とサンタアニタパーク競馬場のゼネラルマネージャーに就任した。
2005年1月にサンタアニタパーク競馬場を退職した後、同年7月にはアメリカ初となる騎手学校を開く予定であると発表した。ケンタッキー州レキシントンのケンタッキー・ホース・パークにおいて2006年12月に開校した。

## 主な騎乗馬
- ジョンヘンリー
- レディーズシークレット
- アリシーバ
- サンデーサイレンス
- ティズナウ
- ペイザバトラー
- プレシジョニスト